# Adorazione dei Magi (Masaccio)
La Adorazione dei Magi di Masaccio è una tempera su tavola (21x61 cm) proveniente dallo smembrato polittico di Pisa ed oggi conservato nei Musei statali di Berlino. Risale al 1426.

## Storia
Destinato alla chiesa del Carmine per la cappella del notaio ser Giuliano di Colino degli Scarsi da San Giusto, il polittico di Pisa è l'opera meglio documentata di Masaccio, grazie a un committente particolarmente preciso, che annotò tutti i pagamenti e i solleciti fatti al pittore.
Il 19 febbraio 1426 l'artista era a Pisa a siglare il contratto e, dopo vari solleciti e richieste a impegnarsi in esclusiva all'opera, il 26 dicembre Masaccio riceveva il saldo per l'opera.
Entro il 1568 Giorgio Vasari lo vide e lo descrisse nella seconda edizione delle Vite. Nel corso del XVII o XVIII secolo venne rimosso dall'altare, smembrato e disperso.
I tre pannelli della predella si trovano tutti a Berlino, anche se vennero acquisiti in date diverse. I due pannelli dell'Adorazione dei Magi e dei Martiri di Pietro e Giovanni Battista si trovavano nella collezione Capponi a Firenze quando vennero ceduti, nel 1880, al museo berlinese. Già registrati come opera del Pesellino, all'arrivo in Germania erano già stati correttamente attribuiti a Masaccio e al polittico pisano; le Storie di san Giuliano e san Nicola entrarono invece in collezione nel 1908, con attribuzione più incerta.

## Descrizione e stile

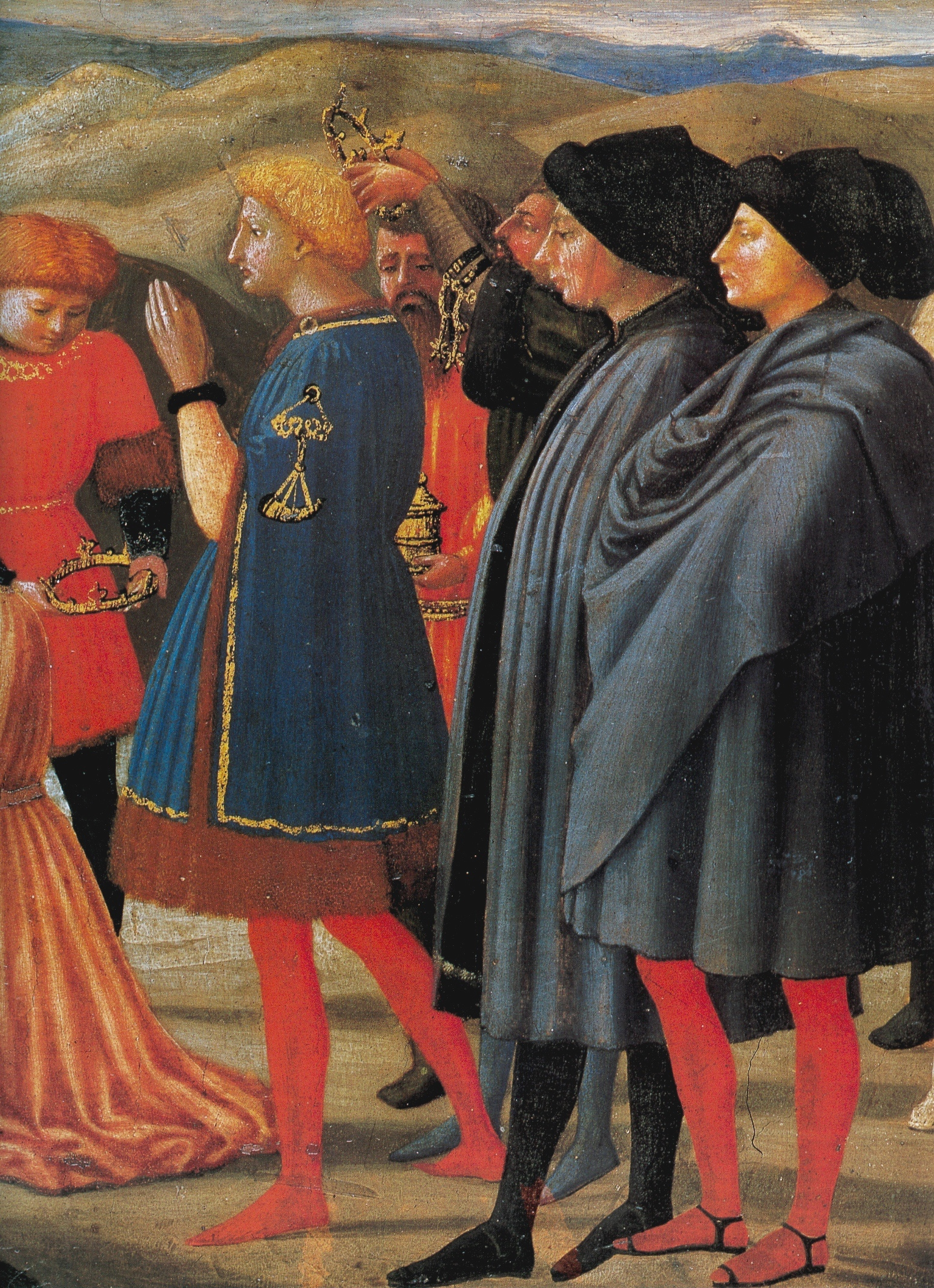
Dettaglio

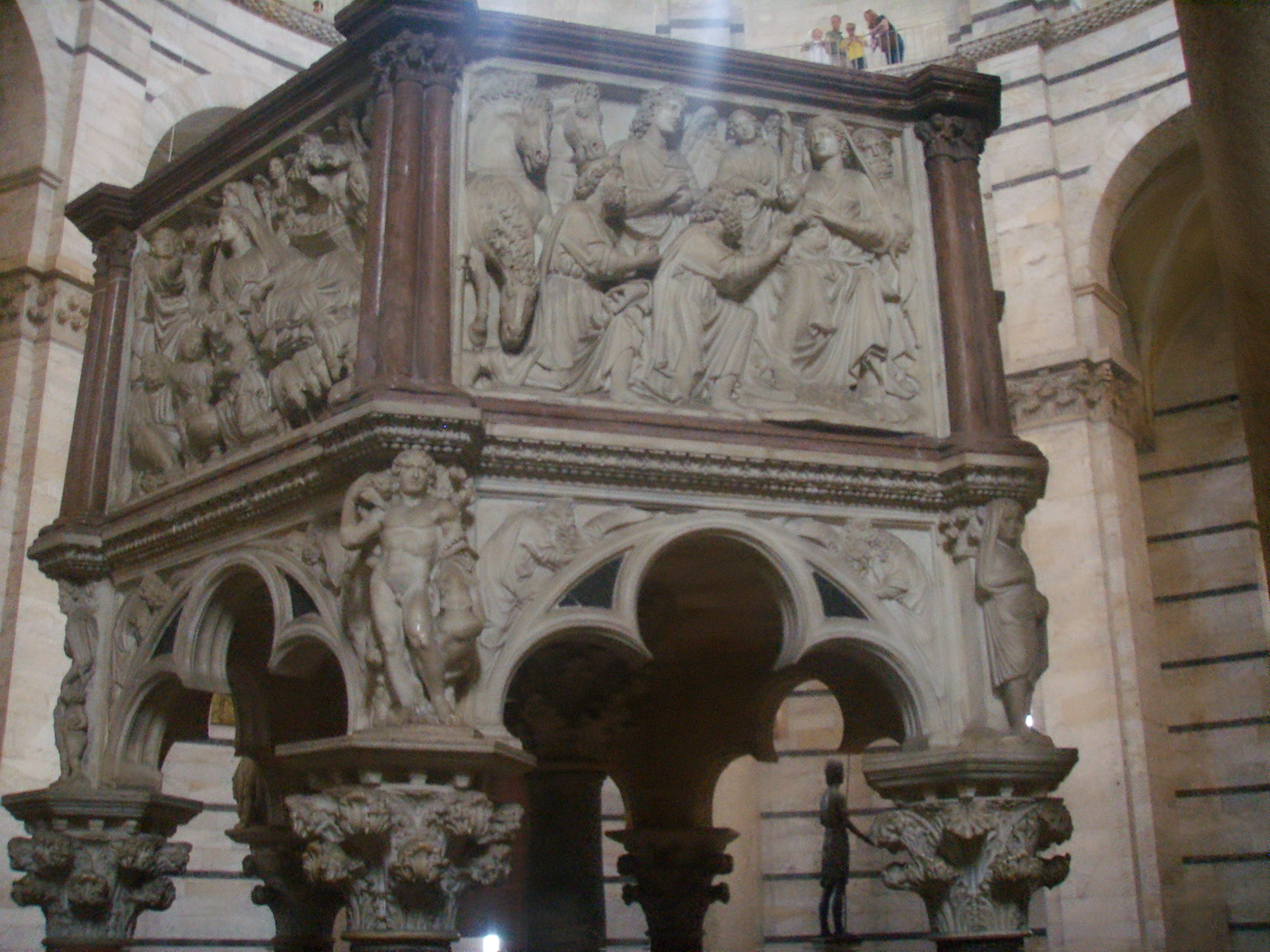
Adorazione di Nicola Pisano

L'opera, faceva parte della predella nello scomparto centrale, sotto la Maestà oggi alla National Gallery di Londra. La scena dell'Adorazione dei Magi è presentata come di consueto di profilo (solo Sandro Botticelli rinnoverà questa iconografia), e sembra dipinta per contrastare la celebre Adorazione di Gentile da Fabriano, che nel 1423 aveva incantato i fiorentini.
La composizione di Masaccio è pacata e simile a un fregio, in contrapposizione con l'affollata e sontuosa "frivolezza" di Gentile. A sinistra si vede la capanna, dove il bue e l'asinello stanno di spalle, accanto a una cavalcatura per il dorso dell'asino. Subito dopo si vede la Sacra Famiglia, con le aureole scorciate in prospettiva. Maria è seduta in un seggio dorato che imita la forma di una sella curule romana, con protomi e zampe leonine (il faldistorio con le teste leonine imperiali), e tiene in braccio il Bambino che benedice il primo dei Magi, il quale è già inginocchiato e tolto la corona deponendola in terra; il suo dono è già nelle mani di san Giuseppe. Dietro di lui sta un altro Magio con tunica rosa, la cui fisionomia assomiglia molto a un personaggio nell'affresco del San Pietro risana gli infermi con la sua ombra nella Cappella Brancacci; esso si è intanto inginocchiato e la sua corona è nelle mani di un servitore. Il terzo Magio è appena arrivato, è in piedi e un servo gli sta togliendo la corona, mentre un altro ne porta il dono. Dietro i re si trovano due personaggi emblematici, non presi dall'iconografia tradizionale, vestiti di cappelli alla moda dell'epoca e da lunghi mantelli grigi, che lasciano scoperte le gambe coperte da calzamaglie. Si tratta probabilmente delle figure dei committenti: il notaio ser Giuliano di Collino, più alto in secondo piano, e suo nipote, più basso e in primo piano, posto sopra una montagnola del terreno.
A destra stanno infine i cavalli e i servitori, tra i quali si scorge qualche affinità sia con Gentile (il cavallo con la testa in scorcio in lato), sia con altre opere come l'Adorazione di Nicola Pisano scolpita nel pulpito del Battistero di Pisa (1260 circa), come il cavallo intento a pascolare.
Lo stile della pittura è a tratti morbido e sfumato, come nello sfondo, a tratti forte e incisivo, come nei mantelli dei due committenti. In ogni caso la luce e la ricca cromia unificano tutta la rappresentazione, senza squilibri.